# Patrick Baldwin
Patrick O’Neal Baldwin Jr (ur. 18 listopada 2002 w Evanston) – amerykański koszykarz, występujący na pozycjach niskiego ub silnego skrzydłowego, od 2023 zawodnik Washington Wizards.
W 2020 został wybrany najlepszym zawodnikiem szkół średnich stanu Wisconsin (Wisconsin Gatorade Player of the Year). W 2021 został powołany do udziały w meczach gwiazd amerykańskich szkół średnich – McDonald’s All-American, Jordan Brand Classic, Nike Hoop Summit.
6 lipca 2023 trafił w wyniku wymiany do Washington Wizards.

## Osiągnięcia
Stan na 4 października 2023, na podstawie, o ile nie zaznaczono inaczej.
NCAA
- Najlepszy pierwszoroczny zawodnik tygodnia Horizon League (15.11.2021, 6.12.2021)

Reprezentacja
- Mistrz świata U–19 (2021)